# NGC 1194
NGC 1194 је лентикуларна галаксија у сазвежђу Кит која се налази на NGC листи објеката дубоког неба.
Деклинација објекта је - 1° 6' 12" а ректасцензија 3h 3m 49,1s. Привидна величина (магнитуда) објекта NGC 1194 износи 13,0 а фотографска магнитуда 13,9. NGC 1194 је још познат и под ознакама UGC 2514, MCG 0-8-78, CGCG 389-68, IRAS 03012-0117, PGC 11537.